# 1926 a légi közlekedésben
Ez a lista az 1926-os év légi közlekedéssel kapcsolatos eseményeit tartalmazza.

## Események
- szeptember 1. – Lewis Brittin ezredes megalapítja a Northwest Airlines (NWA) légitársaságot a michigani Speedway Flying reptéren (ma Minneapolis–Saint Paul nemzetközi repülőtér).[1]
- november 8. – Megnyílik a Szmolenszki Repülőgépgyár.

## Első felszállások
- március 16. – Robert Goddard sikeresen indítja el Nell nevű, a világ első folyékony hajtóanyagú rakétáját.[2]
- november – Letov Š–16[3]